# エヴァンジェリスタ・トリチェリ (潜水艦・3代)
エヴァンジェリスタ・トリチェリ (Evangelista Torricelli) はイタリア海軍の潜水艦。ブリン級。
1937年12月23日起工。1939年3月26日進水。同年5月7日竣工。
イタリアは1940年6月10日に第二次世界大戦に参戦。「エヴァンジェリスタ・トリチェリ」はイタリア領東アフリカに配備されていた潜水艦の一隻で、トラブルが発生した潜水艦「ガリレオ・フェラリス」の代わりとして6月14日にマッサワからジブチへ向けて出撃した。6月21日、「エヴァンジェリスタ・トリチェリ」はイギリス駆逐艦「キングストン」、「カルトゥーム」、スループ「ショアハム」の攻撃を受けて損傷し、艦長Pelosiは帰投を決断した。
6月23日、「エヴァンジェリスタ・トリチェリ」はペリム島の北で敵に発見された。敵はイギリス駆逐艦「カンダハー」、「キングストン」、「カルトゥーム」、スループ「ショアハム」およびインドのスループ「インダス」であった。Pelosiはアッサブへ逃げ込もうとしたが、戦闘となった。「エヴァンジェリスタ・トリチェリ」は5時30分に砲撃を開始し「ショアハム」の撃退に成功したが、ついで駆逐艦3隻との戦闘となった。「エヴァンジェリスタ・トリチェリ」は魚雷も艦尾から4本発射したが、回避された。6時5分、「エヴァンジェリスタ・トリチェリ」は被弾。6時10分頃、Pelosiは自沈を命じた。「エヴァンジェリスタ・トリチェリ」は6時24分に北緯12度34分、東経43度16分で沈没した。
「エヴァンジェリスタ・トリチェリ」乗員は戦闘で2名、「キングストン」艦上で3名、「カルトゥーム」艦上で1名が死亡した。